# Baía de Paranaguá
Baía de Paranaguá (portugisiska: Bahia de Parnagua, Baía Paranaguá) är en vik i Brasilien.   Den ligger i delstaten Paraná, i den södra delen av landet, 1 100 kilometer söder om huvudstaden Brasília.
I omgivningarna runt Baía de Paranaguá växer i huvudsak städsegrön lövskog. Runt Baía de Paranaguá är det ganska tätbefolkat, med 185 invånare per kvadratkilometer.